# Texas Book Festival

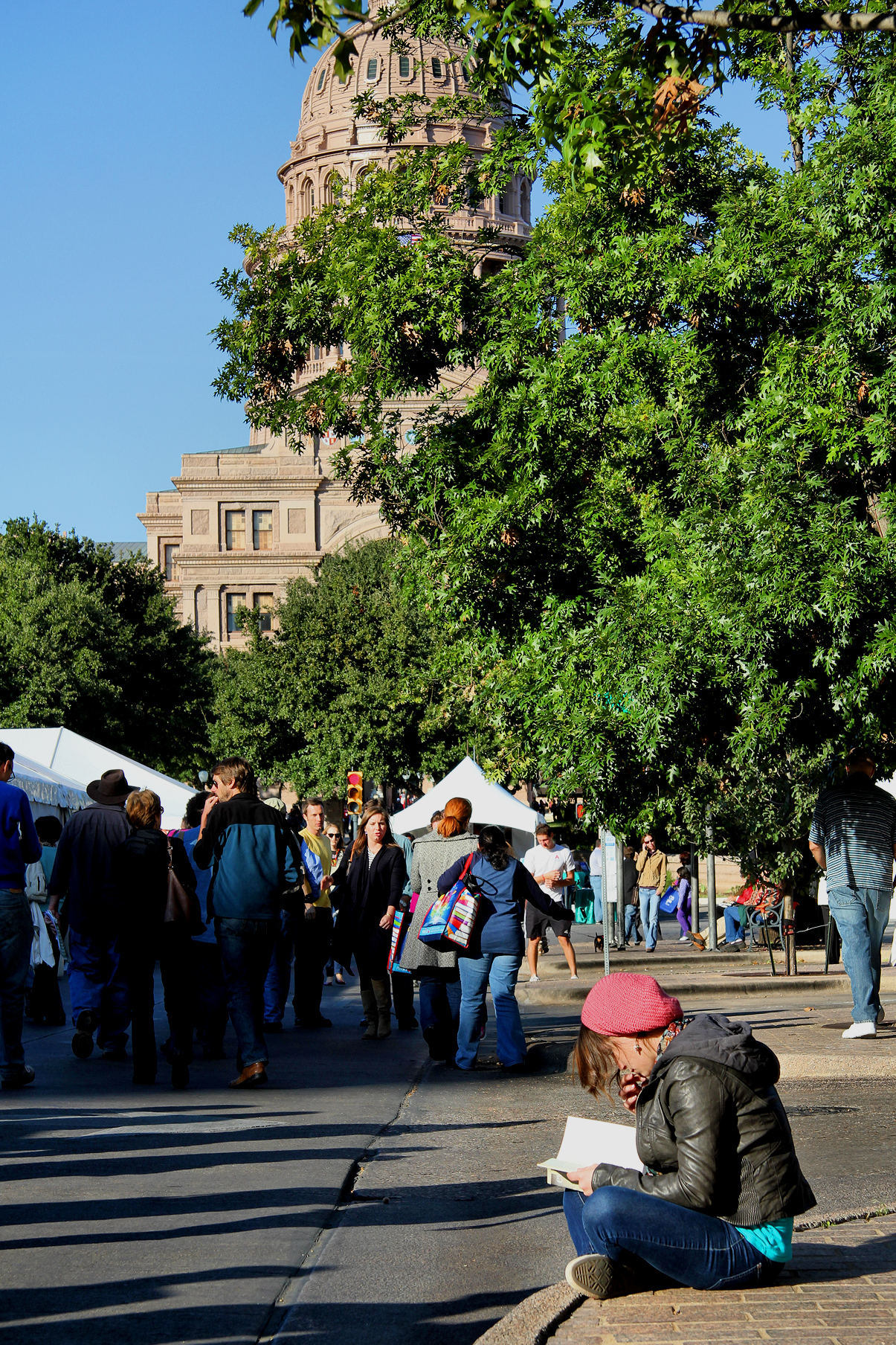
2012 Texas Book Festival.

El Texas Book Festival ("Festival del Libro de Texas") es un festival de Texas sobre libros y escritores, ubicada en Austin. El Capitolio de Texas es la ubicación del festival. Laura Bush, la primera dama de Texas, estableció el festival en 1995.